# Colori nazionali dell'Italia

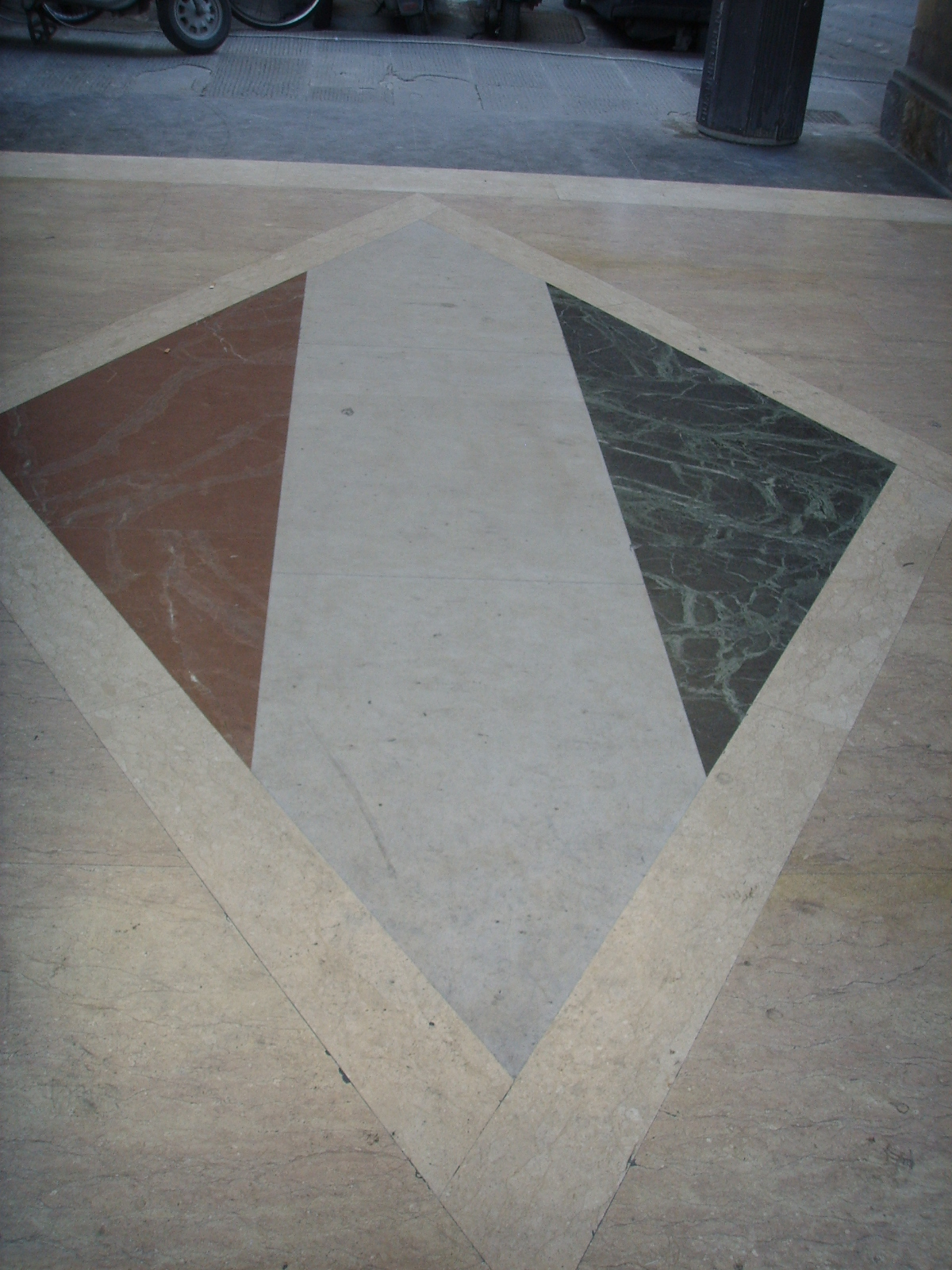
I tre colori nazionali italiani scolpiti sul pavimento del Palazzo delle Poste di Firenze. Dopo la loro comparsa a Genova in 21 agosto 1789, il rosso, il bianco e il verde sono gradualmente entrati nell'immaginario collettivo degli italiani fino a essere rappresentati nei più svariati ambiti

I colori nazionali dell'Italia sono il verde, il bianco e il rosso, collettivamente chiamati "il Tricolore". I tre colori nazionali italiani comparvero per la prima volta a Genova il 21 agosto 1789 sulla coccarda italiana tricolore circa un mese dopo lo scoppio della Rivoluzione francese, l'11 ottobre 1796 furono utilizzati per la prima volta a Milano su uno stendardo militare, mentre il 7 gennaio 1797 a Reggio Emilia apparirono per la prima volta su una bandiera.
Nello sport italiano è invece diffusamente utilizzato il Blu Savoia, tonalità cromatica che è stata adottata per la prima volta nel 1910 sulle divise della Nazionale di calcio dell'Italia e che deve il suo nome al fatto di essere il colore di Casa Savoia, dinastia regnante in Italia dal 1861 al 1946. Divenuto colore nazionale con l'unità d'Italia (1861), il suo uso è continuato anche dopo la nascita della Repubblica Italiana (1946) con il nome di "azzurro italiano"
Nell'automobilismo il colore usato per contraddistinguere le vetture italiane è il rosso corsa, mentre in altre discipline come il ciclismo e gli sport invernali la tonalità utilizzata sulle divise degli atleti italiani è spesso il bianco.

## Storia

### Le ipotesi rigettate dagli storici

#### Il presunto uso medievale e rinascimentale del tricolore

Lo stemma di papa Clemente IV, che venne concesso ai guelfi dal pontefice. Si noti la presenza del verde, del bianco e del rosso tra i colori base dello stemma

Spesso nella ricerca storica finalizzata allo studio dell'origine del tricolore italiano si è considerata l'ipotesi che il verde, il bianco e il rosso siano stati utilizzati come colori nazionali fin dall'epoca medievale, volendo far così risalire la creazione della bandiera italiana a epoche remote: in realtà queste congetture sull'origine del vessillo, che vorrebbero collegare il presunto tricolore medievale a quello nato in età napoleonica, sono storicamente da rifiutare, vista la totale assenza di fonti che comprovino questo legame.
In epoca medievale i tre colori sono stati forzatamente riconosciuti in alcuni eventi della storia d'Italia, come sul pennone del Carroccio durante la battaglia di Legnano, sugli stendardi dei guelfi toscani, il cui stemma era formato da un'aquila rossa su campo bianco sopra un serpente verde, blasone che venne concesso da papa Clemente IV, sull'insegna della contrada senese dell'Oca, sulle divise tricolori dei servitori della duchessa di Milano Valentina Visconti; in epoca rinascimentale i colori nazionali italiani sono stati immaginati sui tappeti che accolsero Renata di Francia, andata poi in sposa a Ercole I d'Este, al suo arrivo a Ferrara, sulle uniformi tricolori dell'esercito di Borso d'Este e sulla bandiera verde, bianca e rossa che iniziò a garrire dal Duomo di Milano in occasione dell'ingresso nella capitale meneghina di Francesco I di Francia dopo la sua vittoria nella battaglia di Marignano.
Altri studiosi hanno ipotizzato la prefigurazione del tricolore italiano in opere pittoriche; sono infatti verdi, bianchi e rossi gli abiti di alcuni personaggi affrescati sulle pareti di Palazzo Schifanoia di Ferrara, che risalgono al Medioevo. Anche tali ipotesi, basate questa volta su raffigurazioni artistiche, sono da scartare perché non basate su riscontri storici. Il motivo dell'inconsistenza storica dell'ipotetica presenza del tricolore in eventi storici e in opere artistiche precedenti all'era moderna risiede nel fatto che all'epoca non era ancora avvenuta la presa di coscienza nazionale italiana, che comparve secoli dopo.
I tre colori della bandiera italiana sono citati, nella letteratura, in alcuni versi della Divina Commedia, e ciò ha alimentato teorie che vorrebbero la nascita del tricolore collegata a Dante Alighieri: anch'esse sono ritenute infondate dagli studiosi, in quanto Dante in questi versi non pensava all'Italia politicamente unita, ma alle virtù teologali, ovvero alla carità, alla speranza e alla fede, con le ultime due che si vollero poi metaforicamente simboleggiate, come già accennato, nella bandiera italiana. I versi della Divina Commedia che hanno dato origine a questa ipotesi appartengono al canto XXIX del Purgatorio:
(Divina Commedia, Purgatorio, versi 121/126)

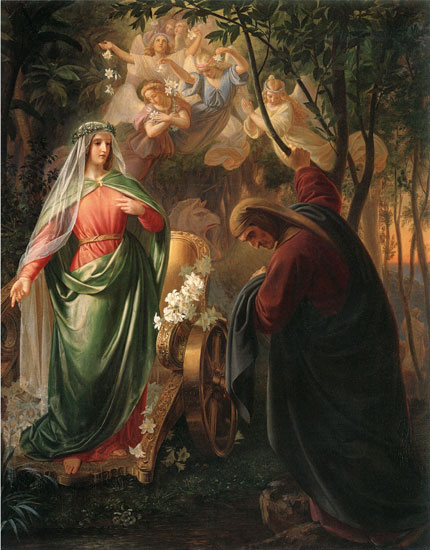
Dante e Beatrice di Carl Oesterley (1845), rappresentati come descritti da Dante nel canto XXX del Purgatorio della Divina Commedia. Si può notare, sulla sinistra, il vestito verde, bianco e rosso di Beatrice

In questi versi le virtù teologali sono allegoricamente rappresentate da tre donne che indossano, rispettivamente, un vestito verde (che simboleggia la speranza), un abito bianco (la fede) e un indumento rosso (la carità). Altri passi della Divina Commedia dove sono citati due dei tre colori della bandiera italiana sono i versi del canto XXX del Purgatorio, in cui Dante descrive Beatrice:
(Divina Commedia, Purgatorio, versi 28/33)
Anche in questo caso, i tre colori simboleggiano le virtù teologali cristiane: il verde la speranza, il bianco la fede e il rosso la carità.

#### L'improbabile origine massonica dei tre colori nazionali italiani

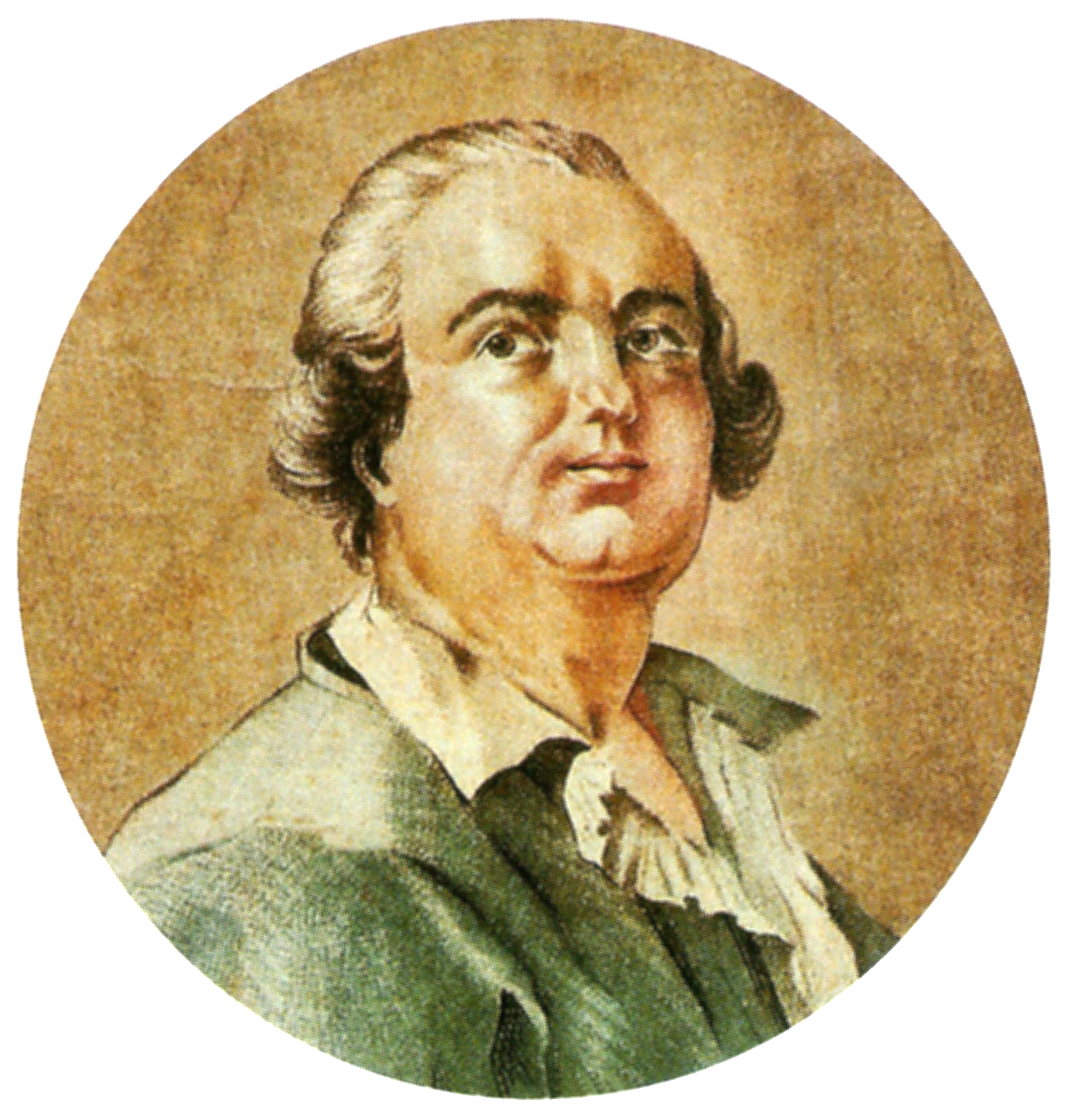
Ritratto di Cagliostro

Nel 1865 il marchese Francesco Cusani, nella sua opera Storia di Milano dall'origine ai giorni nostri, propose la tesi per la quale la bandiera italiana avrebbe avuto origine massonica, precisamente dal Rito egiziano creato da Cagliostro. Questa sua convinzione nacque da un libretto anonimo (Il Cagliostrismo svelato) pubblicato a Venezia nel 1791, che riportava il seguente stralcio:
(Il Cagliostrismo svelato, autore anonimo)
Dalla presenza delle tre ali – per parte – della benda, paragonabili metaforicamente ai tre colori nazionali italiani, e dal fatto che il nuovo tricolore verde, bianco e rosso fosse stato stranamente accolto senza commenti od opposizioni trasformandosi in breve tempo da coccarda a vessillo militare, venendo poi adottato come bandiera nazionale da vari Stati italiani senza tentennamenti, come se la sua nascita fosse stata guidata su binari precisi, Francesco Cusani ipotizzò l'origine massonica del tricolore italiano. Tra l'altro Cagliostro, durante il suo tentativo di introdurre il Rito egiziano, soggiornò poco in Italia e riuscì a fondare una sola loggia, a Rovereto: il suo rito ebbe quindi pochissima influenza sullo sviluppo della massoneria italiana.

Squadra e compasso, uno dei simboli massonici più celebri

Inoltre Francesco Cusani non è molto accurato nelle sue descrizioni, dato che fa confusione tra le varie cerimonie massoniche, compresa quella della benda. Inoltre l'affermazione di Francesco Cusani sul fatto che l'unico collegamento tra le repubbliche napoleoniche italiane da poco costituite fosse la massoneria, è difficilmente condivisibile, dato che in questo modo si attribuisce a quest'ultima, esagerandone l'importanza e l'influenza, la responsabilità degli effetti della Rivoluzione francese. Questa tesi, rilevatasi poi infondata, era all'epoca molto diffusa, specie negli anni seguenti alla caduta del Primo Impero francese. Altro punto a sfavore di questa ipotesi è il fatto che il verde, il bianco e il rosso non abbiano rivestito particolare importanza nelle cerimonie massoniche (compaiono infatti solo in quella di Cagliostro), con il colore principale della benda, il nero, che è completamente ignorato nell'iconografia patriottica italiana.
Infine, una spiegazione ermeneutica dei colori, che si presta quindi a interpretazioni, difficilmente avrebbe fatto presa sul popolo, principale "destinatario" della nuova bandiera. Questo ultimo aspetto a sfavore dell'ipotesi che vorrebbe l'origine massonica dei tre colori nazionali è legato alle caratteristiche del tricolore e a quelle dei simboli massonici, la cui forma intrinseca è antitetica per definizione: se la coccarda tricolore identificava in modo palese e immediato l'appartenenza politica della persona che la indossava (discorso analogo si potrebbe fare per la bandiera tricolore), i simboli massonici hanno caratteristiche esattamente opposte, visto che sono notoriamente contraddistinti da un significato criptico, misterioso e difficile da decifrare.
Anche l'intellettuale francese René Guénon, nel suo saggio intitolato L'esoterismo di Dante, allude a un'origine massonica per i tre colori della bandiera italiana:
(René Guénon, L'esoterismo di Dante, cap. III, pp. 3-4, trad. it. Roma, Atanor, 1925)

### Le origini storiche del tricolore italiano

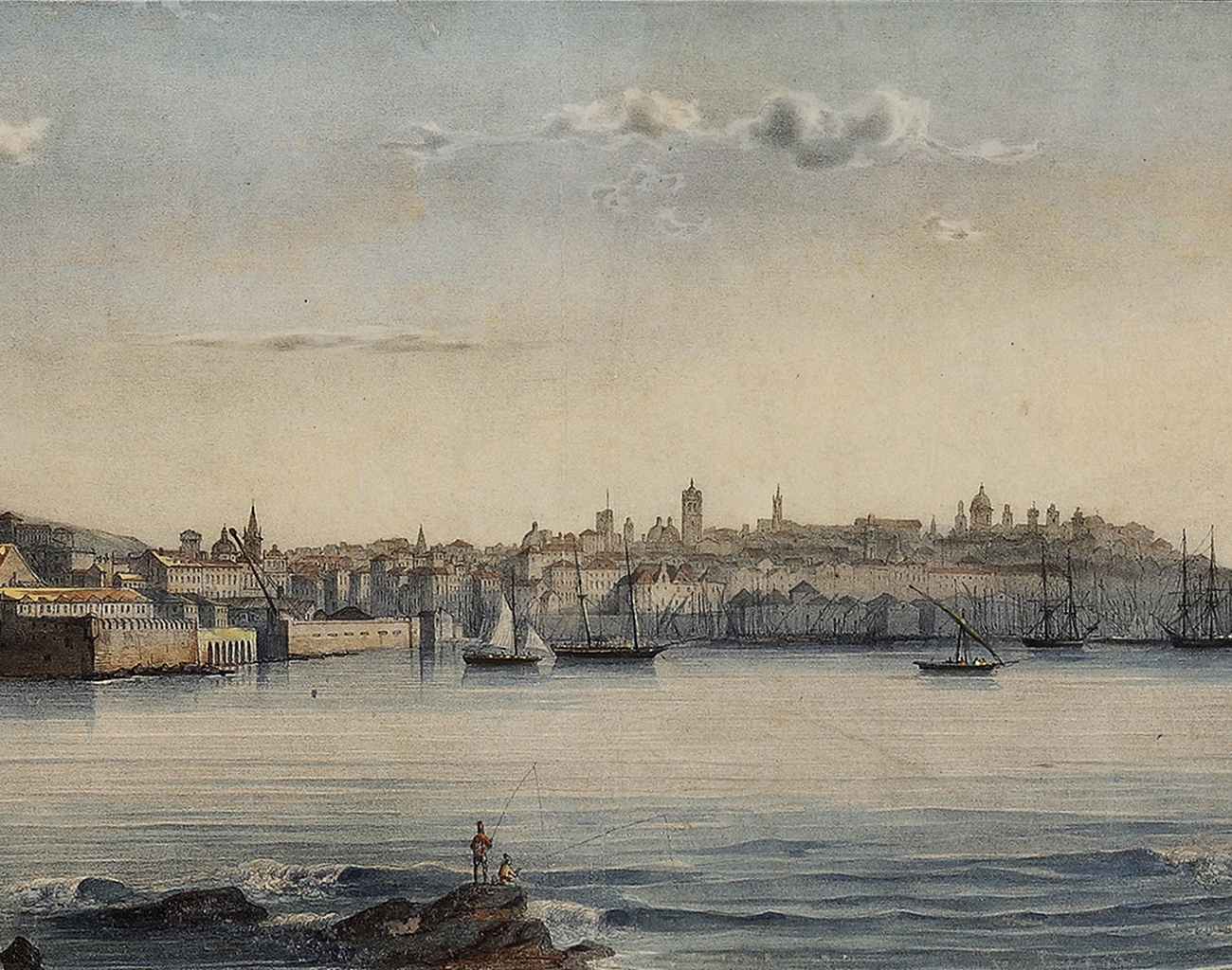
Panorama di Genova all'inizio del XIX secolo. Qui comparve per la prima volta la coccarda italiana tricolore, e con essa i colori nazionali italiani

La coccarda italiana tricolore

Il tricolore verde, bianco e rosso è stato uno dei simboli più importanti e diffusi del Risorgimento, che ha poi portato all'unità d'Italia.
La prima traccia documentata dell'uso dei colori nazionali italiani è datata 21 agosto 1789: negli archivi storici della Repubblica di Genova è riportato che testimoni oculari avessero visto aggirarsi per la città alcuni manifestanti con apposta sui vestiti una coccarda rosso, bianco e verde:
(Archivio storico della Repubblica di Genova)
Le gazzette italiane dell'epoca avevano creato confusione sugli eventi delle sommosse francesi, riportando l'erronea notizia che il tricolore francese fosse verde, bianco e rosso (il tricolore francese è invece blu, bianco e rosso). Il verde venne poi mantenuto dai giacobini italiani perché rappresentava la natura e quindi – metaforicamente – anche i diritti naturali, ovvero l'uguaglianza e la libertà, entrambi principi cari ai rivoluzionari dell'epoca.
Chiarito infatti l'errore delle testate giornalistiche sui colori della coccarda tricolore francese, e assunti di conseguenza i connotati dell'unicità, il verde, il bianco e il rosso furono adottati dai patrioti risorgimentali come uno dei simboli più importanti della lotta, insurrezionale e politica, finalizzata al compimento dell'unità nazionale prendendo il nome di "tricolore italiano". Il verde, bianco e rosso, acquisì quindi una forte valenza patriottica trasformandosi in uno dei simboli della presa di coscienza nazionale, mutamento che lo portò progressivamente a entrare nell'immaginario collettivo degli italiani.

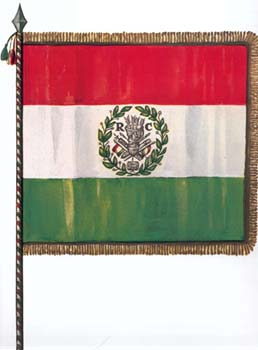
La bandiera della Repubblica Cispadana

Nel settembre del 1794 Luigi Zamboni e Giovanni Battista De Rolandis realizzarono una coccarda unendo il bianco e il rosso della bandiera di Bologna al verde con l'obiettivo di creare un simbolo di libertà. Altro loro obiettivo era quello di coinvolgere la popolazione italiana in una rivoluzione che sarebbe iniziata a Bologna e che sarebbe stata finalizzata a scacciare lo Stato Pontificio, all'epoca dominatore di parte dell'Italia centrale.
L'uso del tricolore italiano non si limitò alla presenza del verde, del bianco e del rosso su una coccarda: quest'ultima, essendo nata il 21 agosto 1789, preannunciò di sette anni il primo stendardo militare tricolore, che venne scelto dalla Legione Lombarda l'11 ottobre 1796, cui è associata la prima approvazione ufficiale dei colori nazionali italiani da parte delle autorità, in questo caso napoleoniche, e di otto anni l'adozione della bandiera d'Italia, che invece nacque il 7 gennaio 1797, quando assunse per la prima volta il ruolo di vessillo nazionale di uno Stato italiano sovrano, la Repubblica Cispadana (1796-1797), su proposta di Giuseppe Compagnoni, che per tale motivo è conosciuto come "il padre del tricolore".
L'adozione del verde, del bianco e del rosso da parte dei patrioti italiani fu esente da contrasti politici: in Francia successe invece l'opposto, dato che il tricolore francese diventò simbolo prima dai repubblicani e poi dai bonapartisti, che erano in contrapposizione politica con i monarchici e i cattolici, i quali avevano come simbolo di riferimento la bandiera bianca reale con il giglio di Francia.
Il tricolore italiano divenne poi anche la bandiera della Repubblica Cisalpina (1797-1802). La formazione della Repubblica Cisalpina fu decretata da Napoleone Bonaparte il 29 giugno 1797: il suo territorio consisteva nella maggior parte delle aree un tempo occupate dalla Repubblica Cispadana e dalla Repubblica Transpadana (1796-1797), a cui furono aggiunte le terre prima appartenenti alla Repubblica di Venezia.
La Giovine Italia, movimento politico fondato nel 1831 da Giuseppe Mazzini il cui obiettivo era l'unificazione della penisola italiana, utilizzò tra i suoi simboli il tricolore verde, bianco e rosso. Il tricolore italiano fu poi utilizzato anche sulle bandiere della Repubblica Italiana napoleonica (1802–1805) e del Regno d'Italia napoleonico (1805–1814), precursori del moderno stato italiano.

### Il tricolore in ambito politico

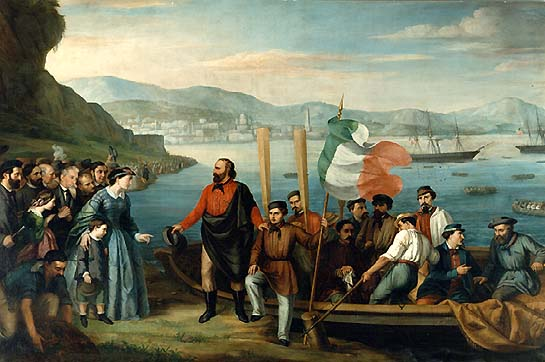
La partenza della spedizione dei Mille da Quarto

Durante la sua visita a Londra dell'11 aprile 1864, Giuseppe Garibaldi fu accolto da una grande folla di persone alla stazione ferroviaria tra una profusione di bandiere italiane tricolori. In onore di Garibaldi, gli uomini erano vestiti con le camicie rosse che erano comunemente indossate dai garibaldini durante la sua spedizione dei Mille, mentre le donne erano vestite con abiti tricolori. Le bandiere italiane potevano essere viste in tutta la città.
Nel 1868, due anni dopo la conclusione della terza guerra d'indipendenza italiana, che portò al passaggio del Veneto dall'Impero austro-ungarico al Regno d'Italia, la salma del patriota veneziano Daniele Manin fu trasferita nella sua città natale venendo onorata con un festa funebre. Daniele Manin, che morì nel 1857 a Parigi, era stato acclamato presidente della Repubblica di San Marco dagli abitanti di Venezia dopo i moti del 1848. La gondola che trasportava la sua bara era decorata con un arco "sormontato dal leone di San Marco, splendente d'oro", portava "lo stendardo veneziano velato di crêpe nero" e aveva "due statue colossali d'argento che sventolavano i colori nazionali d'Italia". Le statue, in particolare, rappresentavano l'annessione di Venezia all'Italia. I resti di Daniele Manin furono poi solennemente sepolti nella Basilica di San Marco.
Una storia apocrifa sulla nascita della pizza racconta che l'11 giugno 1889 il pizzaiolo napoletano Raffaele Esposito creò una pizza per onorare Margherita di Savoia, consorte di re Umberto I, che era in visita in città. Guarnita con pomodori, mozzarella e basilico per rappresentare i colori nazionali dell'Italia, fu chiamata "pizza Margherita".

## Definizione

Colori Pantone 2002-2004

Colori Pantone dal 2004

L'esigenza di definire con precisione le tonalità dei colori nacque da un evento che accadde presso il Palazzo Justus Lipsius, sede del Consiglio dell'Unione europea, del Consiglio europeo e del loro Segretariato, quando un europarlamentare italiano, nel 2002, notò che i colori della bandiera italiana fossero irriconoscibili con il rosso, ad esempio, che aveva una tonalità che virava verso l'arancione: per tale motivo il governo, in seguito alla segnalazione di questo eurodeputato, nel 2002 e poi nuovamente nel 2004 con un aggiornamento delle precedenti disposizioni, decise di definire specificatamente i colori della bandiera nazionale italiana:
| Pantone tessile                           | Approssimazione su video | Approssimazione su video | Approssimazione su video | Approssimazione su video | RAL                              |
| Pantone tessile                           | HEX                      | RGB                      | CMYK                     | HSV                      | RAL                              |
| ----------------------------------------- | ------------------------ | ------------------------ | ------------------------ | ------------------------ | -------------------------------- |
| 17-6153 TCX Fern Green (verde felce)      | #008C45                  | R:000 G:140 B:069        | C:100 M:000 Y:100 K:000  | H:149º S:100% V:057%     | 6024 Traffic green simile al 93% |
| 11-0601 TCX Bright White (bianco acceso)  | #F4F5F0                  | R:244 G:245 B:240        | C:000 M:000 Y:000 K:005  | H:120º S:000% V:095%     | 9003 Signal white simile al 98%  |
| 18-1662 TCX Scarlet Red (rosso scarlatto) | #CD212A                  | R:205 G:033 B:042        | C:000 M:100 Y:100 K:000  | H:356º S:079% V:081%     | 3020 Traffic red simile al 96%   |

## Usi del tricolore

### In ambito istituzionale

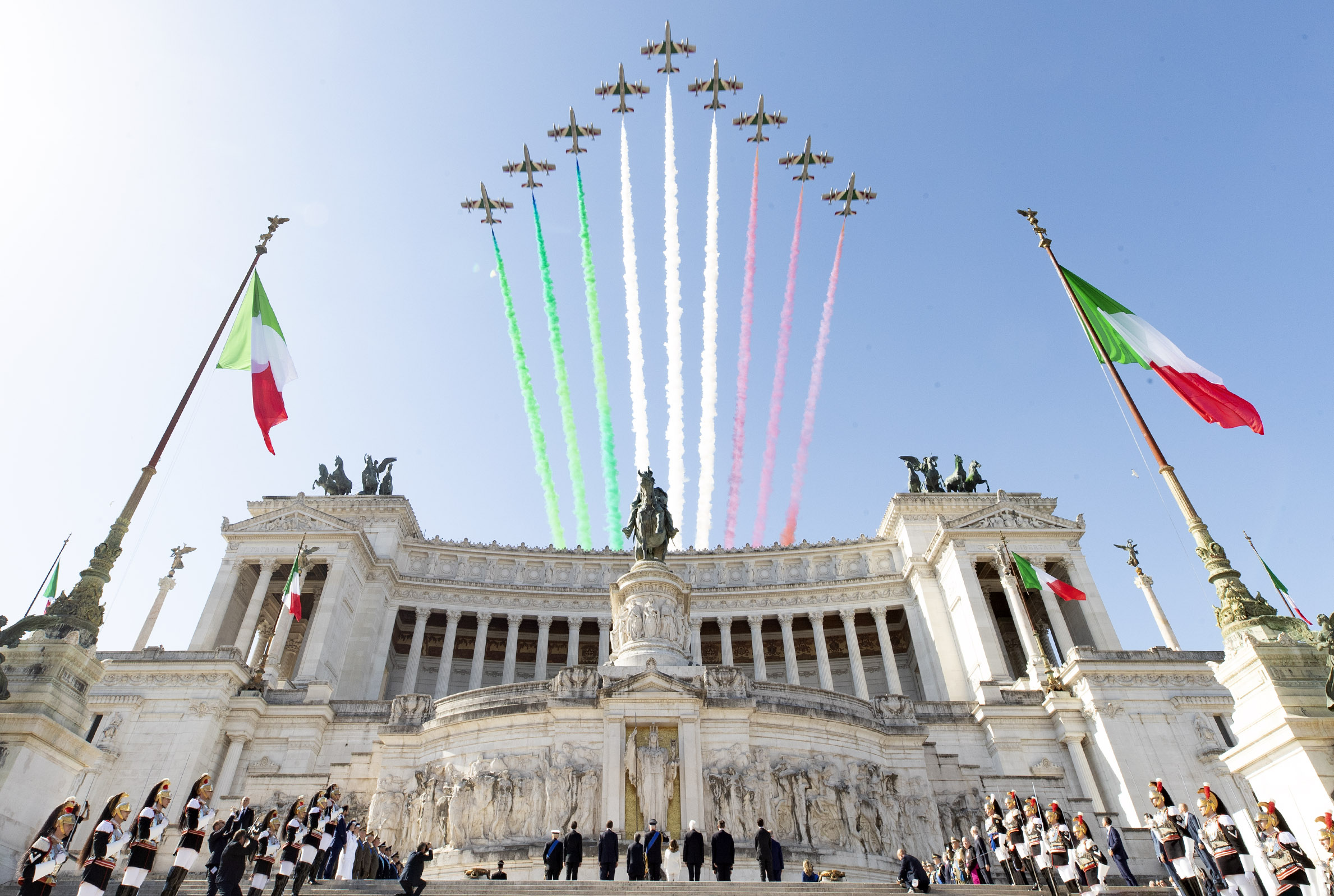
Le Frecce Tricolori tracciano il tricolore italiano sopra il Vittoriano a Roma

Lo scudetto è indossato sulle maglie delle società sportive italiane che hanno vinto il campionato di massimo livello nei rispettivi sport nella stagione precedente, laureandosi "campioni d'Italia"

I colori nazionali dell'Italia sono specificati nella Costituzione della Repubblica Italiana nell'articolo 12, che definisce la bandiera d'Italia nella forma di un vessillo tricolore a tre bande verticali di eguali dimensioni di tonalità verde, bianca e rossa. Questi colori vengono anche utilizzati sulla coccarda italiana tricolore, un altro dei simboli patri italiani, che per prima vide l'utilizzo dei colori nazionali italiani.
Lo stendardo presidenziale italiano è il vessillo distintivo della presenza del Presidente della Repubblica Italiana. Esso segue, pertanto, il Capo dello Stato ogni qual volta si allontani dal Palazzo del Quirinale, presso il quale è esposto durante la sua presenza. Lo stendardo è esposto sui mezzi di trasporto a bordo dei quali sale il presidente, all'esterno delle prefetture quando il presidente è in visita ad una città e all'interno delle sale dove interviene in veste ufficiale. Lo stendardo richiama i colori della Bandiera nazionale italiana, con particolare riferimento al vessillo della storica Repubblica Italiana del 1802-1805; la forma quadrata e la bordatura blu Savoia, il cui uso fu mantenuto anche in epoca repubblicana, era simboleggiano le forze armate italiane, che sono comandate dal presidente..
Per ricordare la nascita della bandiera italiana il 31 dicembre 1996 è stata istituita la Giornata nazionale della bandiera, che è meglio conosciuta come Festa del Tricolore. Si festeggia ogni anno il 7 gennaio, con le celebrazioni ufficiali che sono organizzate a Reggio nell'Emilia, città dove venne decretata la prima adozione ufficiale del tricolore come bandiera nazionale da parte di uno Stato italiano, la Repubblica Cispadana, che avvenne, come già accennato, il 7 gennaio 1797.
Le Frecce Tricolori, il cui nome per esteso è Pattuglia Acrobatica Nazionale, costituente il 313º Gruppo Addestramento Acrobatico, sono la pattuglia acrobatica nazionale (PAN) dell'Aeronautica Militare Italiana, nate nel 1961 in seguito alla decisione dell'Aeronautica stessa di creare un gruppo permanente per l'addestramento all'acrobazia aerea collettiva dei suoi piloti. Sono così chiamate per le tracce di fumo verde, bianco e rosso emesse durante le esibizioni.

### Nello sport
Negli sport di squadra, lo scudetto è un distintivo dalla forma di scudo: viene portato sulla divisa da gioco dalla squadra che nella stagione precedente ha vinto il campionato nazionale. Per estensione, il termine indica la vittoria stessa del campionato.
L'invenzione dello scudetto viene fatta risalire al poeta Gabriele D'Annunzio il quale, in occasione di un'amichevole disputata da una selezione italiana militare, fece apporre tale distintivo sulle maglie per la prima volta.
In seguito, venne deciso che la squadra prima classificata apponesse sulla maglia, nella stagione successiva, uno scudetto con i colori della bandiera italiana, rappresentativo dell'unità nazionale a livello calcistico. Nella stagione 1924-25 il Genoa fu la prima squadra a cucire lo scudetto tricolore sulle proprie divise da gioco in quanto vincitrice del precedente campionato.

## Il significato idealistico del tricolore

Lo stendardo dei cacciatori a cavallo della Legione Lombarda. Un esemplare originale è conservato al Museo del Risorgimento di Milano

Ci sono varie ipotesi che tentano di spiegare i significati metaforici e allegorici legati ai colori nazionali italiani, che sono cambiati rispetto al significato originario nel tricolore francese quando il verde, il bianco e il rosso hanno assunto la caratteristica dell'unicità trasformandosi in un simbolo patrio italiano. In particolare, il tricolore francese è formato dal blu, dal bianco e dal rosso, dove il bianco era il colore della monarchia francese, mentre il rosso e il blu sono gli antichi colori di Parigi).
La più antica associazione di significati metaforici al futuro tricolore italiano è ascrivibile al 1782, quando fu fondata la Milizia cittadina milanese, le cui uniformi erano costituite da un abito verde con mostrine rosse e bianche; per tale motivo, in dialetto milanese, i membri di questa guardia comunale erano popolarmente chiamati remolazzit, ovvero "piccoli rapanelli", richiamando le rigogliose foglie verdi di questo ortaggio. Anche il bianco e il rosso erano comuni sulle divise militari lombarde dell'epoca: i due colori sono infatti anche caratteristici dello stemma di Milano.
Non fu quindi un caso che il primo stendardo militare verde, bianco e rosso, già considerato "italiano", abbia debuttato, l'11 ottobre 1796, sul vessillo da guerra della Legione Lombarda: i tre colori erano già infatti nell'immaginario collettivo dei lombardi per motivi storici.
Durante il periodo napoleonico, che durò dal 1796 al 1815, i tre colori nazionali italiani hanno gradualmente acquisito un significato sempre più idealistico, che con il tempo si è diffuso tra la popolazione, sganciandosi dagli originari significati storici legati alla nascita dei tre colori: il verde ha iniziato a rappresentare la speranza, il bianco la fede e il rosso l'amore.
Il verde del tricolore italiano era l'unico, come già accennato, ad avere, fin dalle origini, anche un significato idealistico: simboleggiava infatti per i giacobini i diritti naturali, ovvero l'uguaglianza e la libertà.
Ipotesi considerate non attendibili, e quindi scartate dagli storici, sono i presunti richiami metaforici al tricolore contenuti nella Divina Commedia di Dante Alighieri, nella quale ci sarebbero allegoricamente rappresentate le virtù teologali, ovvero la carità, la speranza e la fede, con le ultime due che si vollero poi simboleggiate, senza basi storiche, nella bandiera italiana. Tale ipotesi vorrebbe quindi l'interpretazione dei colori nazionali italiani legata a significati religiosi, in particolar modo nei confronti del cattolicesimo, religione da sempre maggioritaria in Italia.
Altra ipotesi che tenta di spiegare il significato dei tre colori nazionali italiani vorrebbe, anch'essa senza alcuna base storica, che il verde sia legato al colore dei prati e della macchia mediterranea, il bianco alle nevi delle montagne italiane e il rosso al sangue versato dai soldati italiani nel corso dei secoli. 

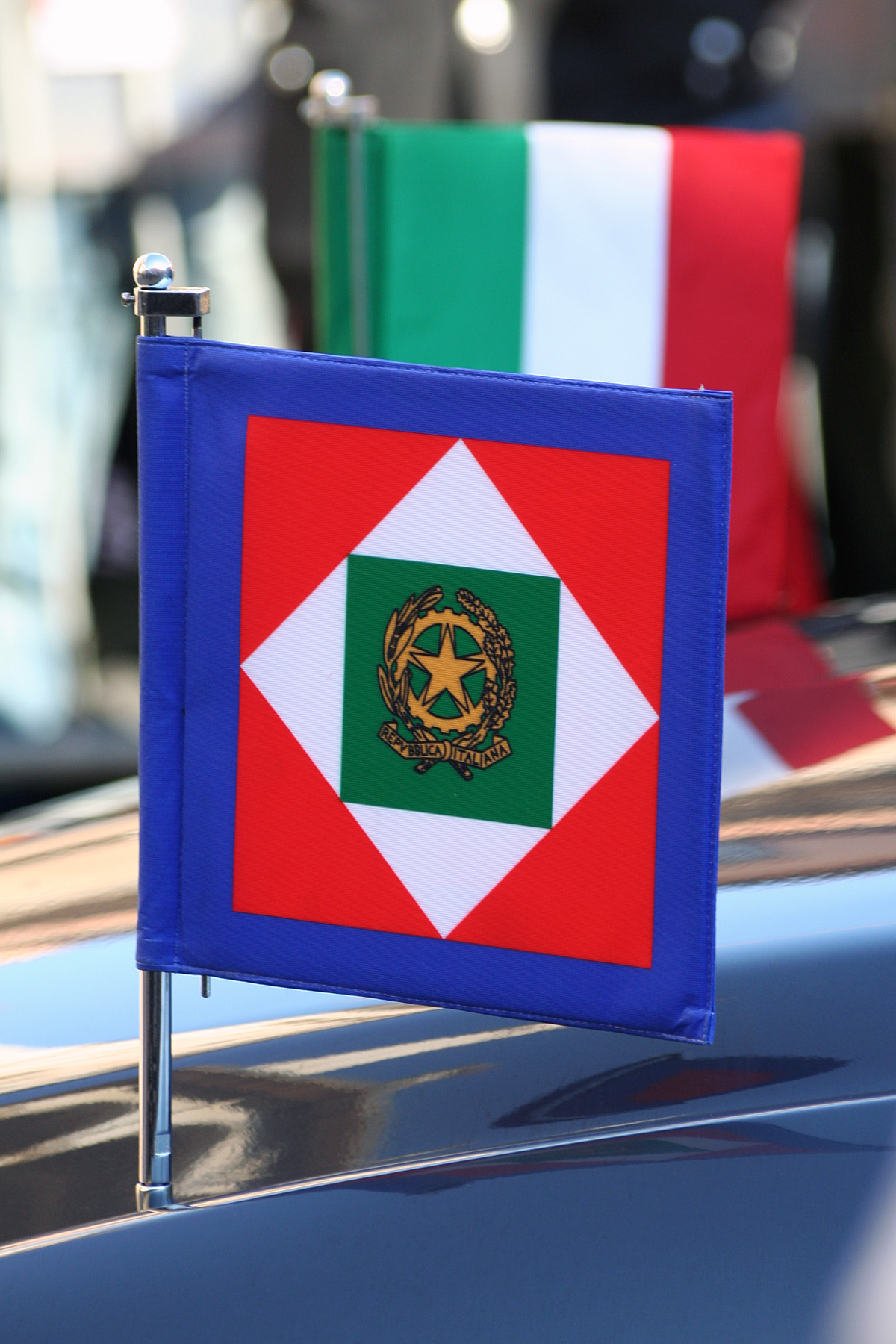
I colori nazionali italiani, nella forma di una bandiera d'Italia e dello stendardo del Presidente della Repubblica Italiana, sulla Lancia Flaminia presidenziale. La loro presenza indica che il presidente è a bordo

Per l'adozione del verde esiste anche la cosiddetta "ipotesi massonica": anche per questa società iniziatica il verde era il colore della natura, emblema quindi tanto dei diritti dell'uomo, che sono naturalmente insiti nell'uomo, quanto del florido paesaggio italiano; tale interpretazione, tuttavia, è osteggiata da chi sostiene che la massoneria, in quanto società segreta, non avesse all'epoca un'influenza tale da ispirare i colori nazionali italiani.
Altra congettura non plausibile che spiegherebbe l'adozione del verde ipotizza un tributo che Napoleone avrebbe voluto dare alla Corsica, luogo in cui il condottiero ebbe i natali. Altra ipotesi ancora, anche in questo caso totalmente infondata, vorrebbe che il tricolore derivi dai colori principali della pizza Margherita, chiamata così, come già accennato, in onore della regina Margherita di Savoia, i cui ingredienti principali dovrebbero richiamare le tre tonalità nazionali italiane, ovvero il verde per il basilico, il bianco per la mozzarella e il rosso per la salsa di pomodoro: tale supposizione è totalmente insensata, visto che l'invenzione della pizza Margherita risale al 1889, mentre i colori nazionali italiani comparvero per la prima volta cent'anni prima, nel 1789 a Genova.

## Altri colori nazionali italiani

### L'azzurro

La coccarda azzurra sabauda, che è stata l'ornamento nazionale italiano fino al 1948, quando è stata sostituita dalla coccarda tricolore

Con l'unità d'Italia, e con la conseguente estensione dello Statuto Albertino a tutta la penisola italiana, al verde, al bianco e al rosso si aggiunse un quarto colore nazionale, il blu Savoia, tonalità cromatica distintiva della famiglia regnante italiana; in particolare, in ambito istituzionale, venne inserito nella bandiera del Regno d'Italia sul contorno dello stemma reale per evitare che la croce e il campo dello scudo si confondessero con il bianco e con il rosso del vessillo.
L'origine del colore è datata 20 giugno 1366, quando Amedeo VI di Savoia, in procinto di partire per una crociata indetta da papa Urbano V che era finalizzata a prestare aiuto all'imperatore bizantino Giovanni V Paleologo, cugino di parte materna del conte sabaudo, decise di collocare sulla nave ammiraglia della flotta, una galea veneziana, una bandiera azzurra che sventolasse accanto allo stendardo rosso-crociato in argento dei Savoia:
(Luigi Cibrario cit. in Carlo Alberto Gerbaix De Sonnaz "Bandiere stendardi e vessilli di Casa Savoia, dai Conti di Moriana ai Re d'Italia (1200-1861)" (Torino, 1911))

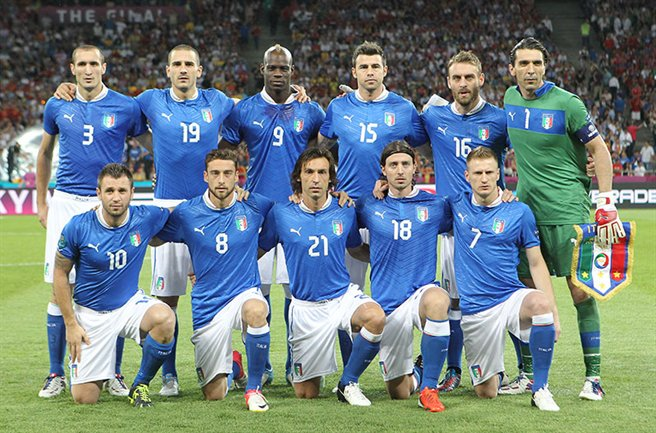
La Nazionale italiana di calcio al campionato europeo di calcio 2012

Il colore ha quindi un'implicazione mariana, fermo restando che esiste anche la possibilità che l'uso di un vessillo azzurro da parte dei Savoia sia iniziato in precedenza.
Il blu Savoia è stato conservato in alcuni ambiti istituzionali anche dopo la proclamazione della Repubblica Italiana: di questa tonalità è infatti il bordo dello stendardo presidenziale italiano (il blu, in araldica, significa "legge" e "comando") ed è il colore dominante delle bandiere istituzionali di alcune importanti cariche pubbliche (presidente del Consiglio dei ministri della Repubblica Italiana, ministro e sottosegretari della difesa, alti gradi della Marina e dell'Aeronautica Militare).
La tonalità azzurra del colore blu Savoia, già in uso sulle coccarde militari, sulle cravatte delle bandiere e sulle fasce degli ufficiali sabaudi, continua ancora adesso ad apparire come uno dei colori di riferimento e di riconoscimento dell'Italia, tant'è che è diventato la tonalità usata sulle maglie sportive nazionali italiane, sulla sciarpa azzurra in dotazione agli ufficiali delle forze armate italiane, sulla fascia distintiva dei presidenti delle province d'Italia, sulla coccarda italiana azzurra e sui velivoli utilizzati dalle Frecce Tricolori, anch'esse tradizioni che non si sono mai interrotte neppure in occasione della nascita della Repubblica Italiana.

### Il rosso corsa

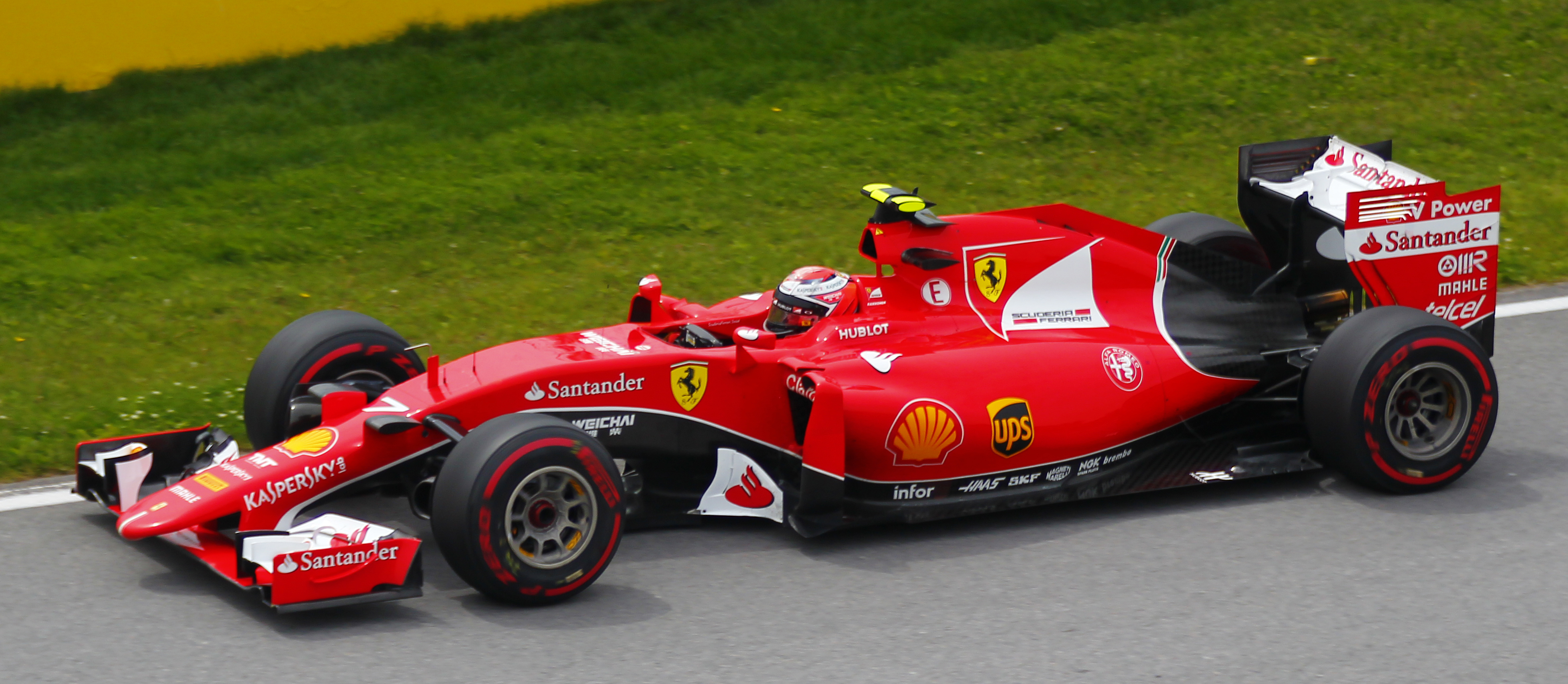
Una Ferrari SF15-T durante il campionato mondiale di Formula 1 2015

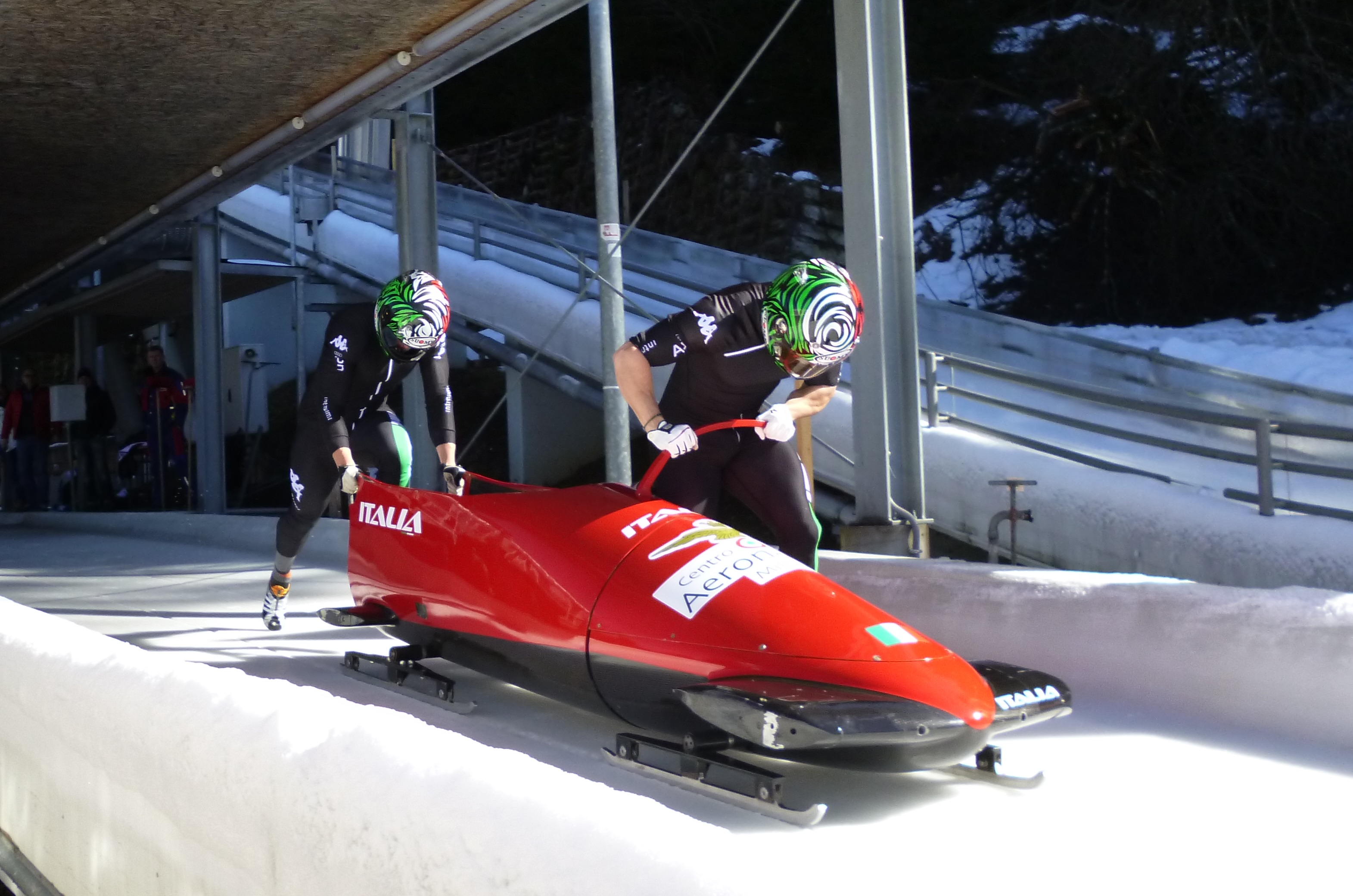
Bob a 2 della nazionale italiana

Il rosso corsa è una particolare gradazione di rosso, stabilita dalla FIA, che veniva applicata alle auto italiane nelle corse automobilistiche.
Fin dagli anni venti del XX secolo le automobili da corsa italiane abbandonarono il colore nero per adottare il rosso, secondo lo schema stabilito dall'associazione che in seguito sarebbe diventata la FIA; tra le nazioni più importanti, venne assegnato il blu (Bleu de France) alle auto francesi, il bianco — e successivamente l'argento — alle tedesche, il verde (British racing green) alle britanniche, il biancoblù — con racing stripes — alle statunitensi, il biancorosso alle giapponesi e, come accennato, il rosso alle italiane. Alfa Romeo, Lancia, Maserati e in seguito Ferrari verniciarono quindi con questo colore le loro vetture da competizione, affinché il pubblico potesse distinguere le squadre italiane che gareggiavano nei campionati automobilistici.
Nacquero ben presto delle varianti specifiche in seno alle diverse case italiane: il rosso Ferrari è definito in una tonalità più chiara, il rosso Alfa assume una tonalità più scura, mentre ancor più differenti appaiono il rosso Montebello di Lancia, tra l'amaranto e il granata — e in seguito abbinato a una sottile banda gialloblù richiamante le insegne comunali torinesi —, e il rosso Maserati quasi tendente al marrone.
Tradizionalmente, la nazionale di bob dell'Italia utilizza guidoslitte con carena verniciata con il rosso corsa.

### Il bianco
In alcuni sport come il ciclismo e gli sport invernali, le divise degli atleti italiani sono spesso di colore bianco.

## Il tricolore nelle arti

### Nella musica
Ai tre colori nazionali italiani, e al loro significato idealistico, è legata una delle strofe della canzone militare Passa la ronda di Teobaldo Ciconi, che fu composta nel 1848:
(Passa la ronda, di Teobaldo Ciconi)

### Nelle arti visive

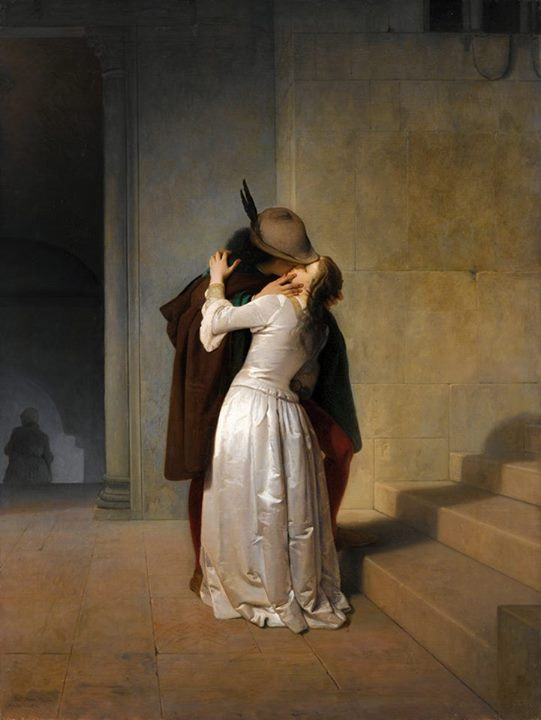
Il bacio di Francesco Hayez (1861): il verde del manto dell'uomo, il bianco dell'abito della donna e i pantaloni rossi ricordano i colori nazionali dell'Italia.

Il noto dipinto Il bacio (1859) del pittore Francesco Hayez nasconde un riferimento al tricolore italiano. Al di là del soggetto romantico, l'opera ha un significato storico e politico: Hayez, attraverso i colori utilizzati (il bianco della veste, il rosso della calzamaglia, il verde del risvolto del mantello e l'azzurro dell'abito della donna), vuole rappresentare l'alleanza avvenuta tra l'Italia e la Francia attraverso gli accordi di Plombières (21 luglio 1858), di natura segreta, che furono la premessa della seconda guerra d'indipendenza.
L'opera di Hayez venne ripresa tre anni dopo da Giuseppe Reina nel suo dipinto Una triste novella, in cui il pittore compone ben in evidenza un tricolore, accostando una scatola verde, uno scialle rosso e la gonna bianca della figura femminile rappresentata. In precedenza Hayez aveva già artatamente inserito il tricolore in altri due suoi dipinti, I due apostoli Giacomo e Filippo (1825-1827) e Ciociara (1842): in entrambe le opere sono ancora i colori degli indumenti dei soggetti ritratti a richiamare i colori nazionali italiani.

### Nella letteratura

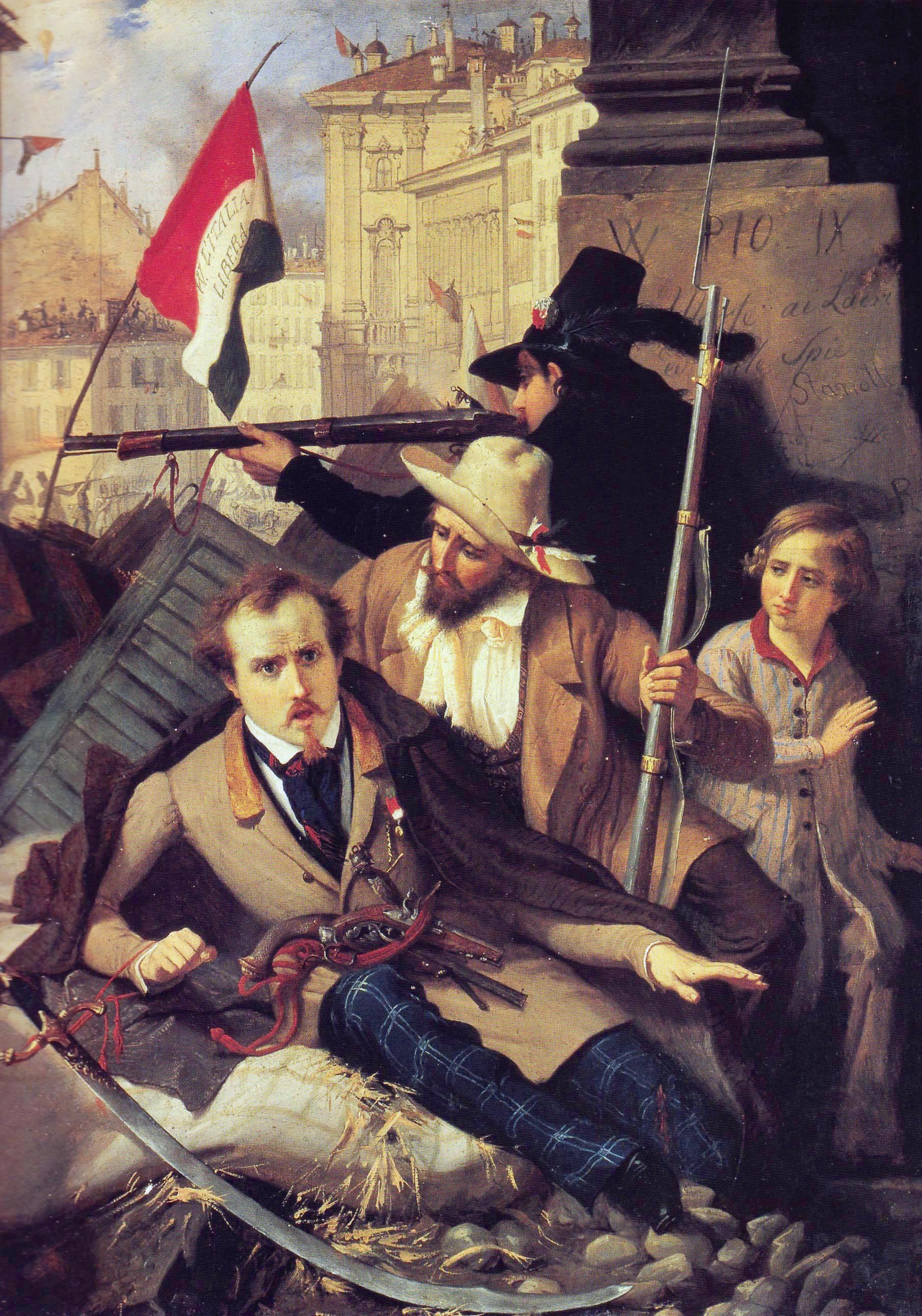
Episodio delle Cinque Giornate (fine XIX secolo) di Baldassare Verazzi, che ha per soggetto uno dei combattimenti avvenuti presso Palazzo Litta. Si noti la presenza di una coccarda italiana tricolore sul cappello dell'uomo intento a mirare col fucile

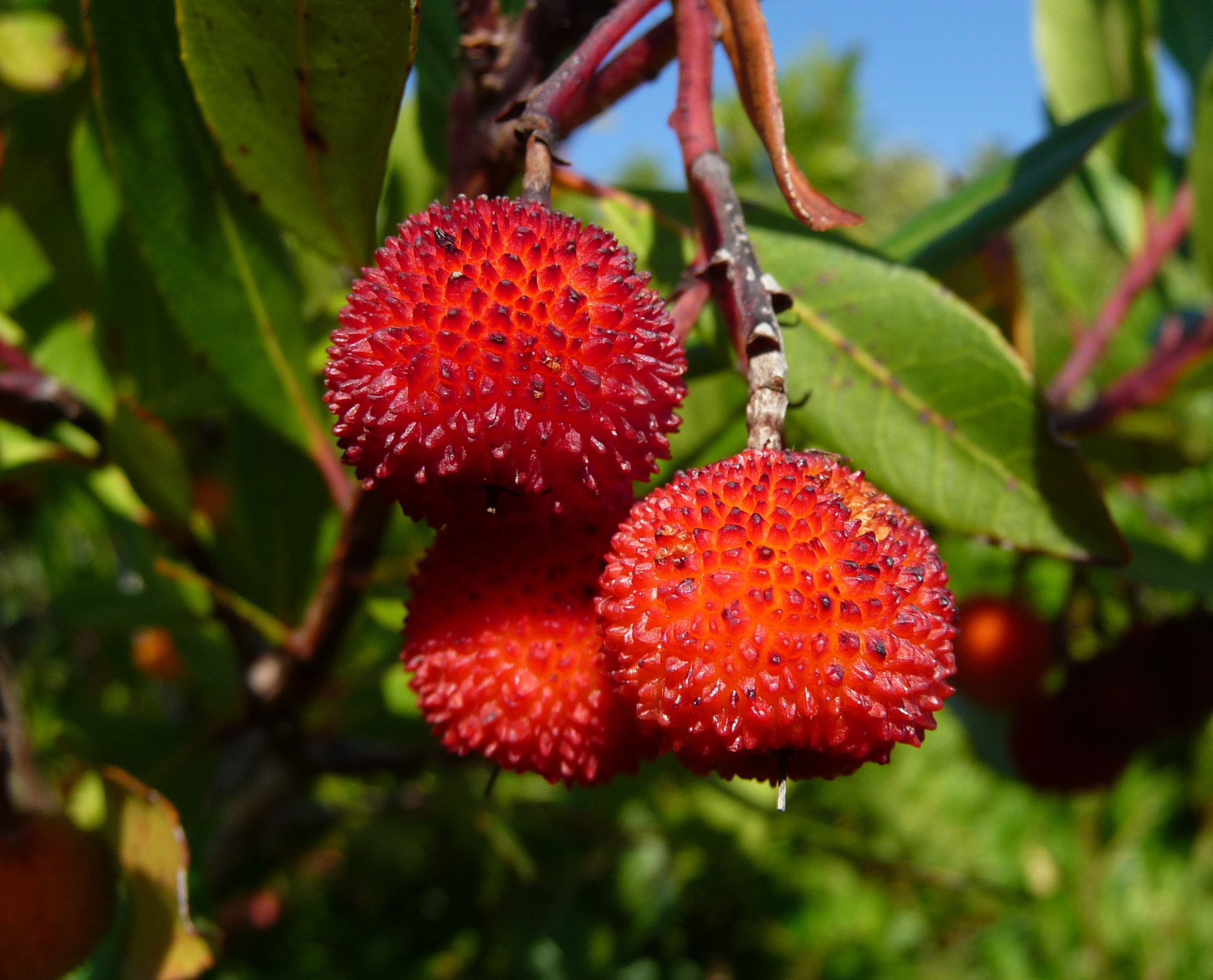
Foglie, fiori e bacche del corbezzolo, i cui colori richiamano i colori nazionali italiani: per tale motivo questo cespuglio è considerato uno dei simboli patri italiani

Molti poeti del romanticismo dedicarono alcune delle loro opere letterarie, traendone accostamenti e simbolismi, ai tre colori nazionali italiani:
(Domenico Carbone, Sono Italiano, 1848)
(Giovanni Battista Niccolini)
(Ernesta Bittanti Battisti, ripresa dell'Inno al Trentino, dove i 'vaghi colori' (i colori cioè grati alla vista del patriota) sono quelli nazionali italiani: Trento, 1911)
(Gabriele D'Annunzio, La canzone del Quarnaro)
Giovanni Pascoli, nell'ode Al corbezzolo, vide in Pallante il primo martire della causa nazionale italiana e la metafora del tricolore nel corbezzolo, sui cui rami fu adagiato il suo corpo esanime. Il corbezzolo, infatti, viene considerato un simbolo patrio italiano per via delle foglie verdi, dei fiori bianchi e delle bacche rosse, che richiamano i colori nazionali italiani.
(Giovanni Pascoli, Al corbezzolo)
Nella prosa è celebre una novella di Grazia Deledda nella quale vengono richiamati i tre colori nazionali italiani:
(Grazia Deledda, Il cinghialetto, tratto da La volpe e altre novelle)

### Esplicative
1. ↑  Il Vocabolario Treccani utilizza indifferentemente sia la "T" maiuscola che la "t" minuscola. Cfr. il lemma "tricolóre" su "treccani.it".
2. ↑  L'aquila rossa su campo bianco sopra un serpente verde era infatti anche lo stemma di papa Clemente IV.
3. ↑  Questo non esclude tuttavia che, successivamente, la tradizione letteraria non abbia operato un collegamento tra i colori della bandiera nazionale e la nota allegoria dantesca, come dimostra il discorso del Carducci proferito in occasione del centenario della bandiera, un cui stralcio è riportato nel paragrafo "Dalla presa di Roma alla prima guerra mondiale". La figura di Dante, infatti, assurse a simbolo risorgimentale per eccellenza proprio con Mazzini e, sulla sua falsariga, con altri patrioti e letterati, tra i quali Carducci: cfr. Eugenia Querci (a cura di), Dante vittorioso, Allemandi, Torino-Londra-Venezia-New York 2011 ISBN 978-88-422-2040-4. Questo accadde in particolare con la celebrazione a Firenze, ma anche in altre città italiane come Verona o Trento, del "Centenario dantesco", vale a dire la commemorazione del sesto centenario di nascita del Sommo Poeta (1865), definito da Carducci «poetico centenario».
4. ↑  "Ale" è la versione arcaica del termine moderno "ali".
5. ↑  Le "ali" di una benda sono le sue due estremità grazie alle quali si è in grado di realizzare il nodo. A volte le estremità sono sfrangiate, come nel caso della benda del rito di Cagliostro, che era formata, per parte, da tre piccole ali.
6. ↑  Quella che oggi è chiamata pizza Margherita era tuttavia già stata preparata nel 1866, prima della dedica alla regina d'Italia, come attesta Francesco De Bourcard in: Usi e costumi di Napoli, riedizione in copia anastatica, tiratura limitata a 999 copie, Napoli, Alberto Marotta, 1965 [1866] p.124.

### Bibliografiche
1. ↑   Nicola Ferorelli, La vera origine del tricolore italiano, in Rassegna storica del Risorgimento, vol. XII, fasc. III, 1925,  pp. 654-680, SBN PUV0630850. URL consultato il 23 novembre 2019 (archiviato dall'url originale il 28 settembre 2013).
2. 1 2 3  Ferorelli, p. 662.
3. 1 2  Fiorini, pp. 244-247.
4. 1 2  Fiorini, pp. 265-266.
5. ↑  Colangeli, p. 10.
6. 1 2  Fiorini, p. 246.
7. 1 2 3   Nicola Ferorelli, La vera origine del tricolore italiano, in Rassegna storica del Risorgimento, vol. XII, fasc. III, 1925,  p. 668. URL consultato il 24 settembre 2019 (archiviato dall'url originale il 1º aprile 2019).
8. ↑  Bovio, p. 23.
9. 1 2  Pagano, p. 10.
10. ↑   Il Tricolore, su villazzano.com. URL consultato il 18 febbraio 2016.
11. ↑  Ferorelli, p. 668.
12. ↑  Fiorini, p. 260.
13. 1 2  Fiorini, p. 261.
14. 1 2 3  Fiorini, p. 262.
15. ↑  Sannino, Cap. I.
16. ↑  Fiorini, p. 263.
17. ↑  Fiorini, p. 264.
18. ↑   Rossella Leonforte, La simbologia segreta dell'arte nell'isola, su ricerca.repubblica.it. URL consultato il 7 agosto 2018.
19. ↑  Ferorelli, p. 666.
20. 1 2 3   I valori » Il Tricolore, su 150anni.it. URL consultato il 3 maggio 2017.
21. ↑   Felice Venosta, Luigi Zamboni, il primo martire della libertà italiana, Francesco Scorza Editore, Milano, 1864, su radiomarconi.com. URL consultato il 3 marzo 2017 (archiviato dall'url originale il 2 marzo 2016).
22. ↑  Canella, p. 130.
23. ↑   Francesco Frasca, L’Esercito del primo Tricolore (PDF), su difesa.it. URL consultato l'8 marzo 2017.
24. 1 2 3 4   Il Tricolore, su quirinale.it. URL consultato il 19 marzo 2016 (archiviato dall'url originale il 31 marzo 2014).
25. ↑  Partington, p. 548.
26. ↑  Collier, p. 25.
27. 1 2 3  Oddo, p. 522.
28. ↑  Cook, p. 29.
29. ↑  (EN) Ronald Cunsolo, Daniele Manin (1804–1857), in Encyclopedia of Revolutions of 1848, Ohio University.
30. ↑  (EN) Ronald Cunsolo, Venice and the Revolution of 1848–49, in Encyclopedia of Revolutions of 1848, Ohio University.
31. ↑  Cook, pp. 29-30.
32. ↑  Cook, p. 30.
33. 1 2 3 4 5 6  Maiorino, p. 158.
34. ↑  Villa, p. 35.
35. ↑   RGB #009246 | 17-6153 TPX Fern Green | RGB Chart & Multi Tool, su www.perbang.dk. URL consultato il 5 maggio 2023.
36. ↑   RGB #F1F2F1 | 11-0601 TPX Bright White | RGB Chart & Multi Tool, su www.perbang.dk. URL consultato il 5 maggio 2023.
37. ↑   RGB #CE2B37 | 18-1662 TPX Flame Scarlet | RGB Chart & Multi Tool, su www.perbang.dk. URL consultato il 5 maggio 2023.
38. ↑  per il verde; per il bianco; per il rosso
39. ↑   La Costituzione della Repubblica Italiana, su governo.it. URL consultato il 14 gennaio 2016 (archiviato dall'url originale l'8 maggio 2013).
40. 1 2 3   Lo Stendardo presidenziale, su quirinale.it. URL consultato il 22 settembre 2010.
41. ↑  31 dicembre 1996, n. 671, articolo 1, in materia di "Celebrazione nazionale del bicentenario della prima bandiera nazionale"
42. ↑   I simboli della Repubblica (PDF), su quirinale.it. URL consultato il 14 gennaio 2016 (archiviato dall'url originale il 6 ottobre 2015).
43. ↑  Wings. 34–36. Aeronautical Press. 1964
44. 1 2   COMUNICATO STAMPA N. 83 DEL 16 maggio 2014 (PDF), su cdn.legaseriea.it, Lega Serie A, 16 maggio 2014. URL consultato il 6 maggio 2016 (archiviato dall'url originale il 4 giugno 2016).
45. 1 2  Busico, p. 9.
46. 1 2  Villa, p. 11.
47. ↑   Origini della bandiera tricolore italiana (PDF), su elearning.unite.it. URL consultato il 4 ottobre 2018 (archiviato dall'url originale il 24 febbraio 2017).
48. ↑  Villa, p. 13.
49. 1 2   Perché la bandiera italiana è verde bianca rossa, su lettera43.it. URL consultato il 20 agosto 2018.
50. ↑   Bandiera italiana: storia, colori, foto e significato, su italiaunita150.it. URL consultato il 20 agosto 2018.
51. ↑   Ito De Rolandis, Il significato dei tre colori della nostra Bandiera Nazionale, su radiomarconi.com. URL consultato il 20 agosto 2018 (archiviato dall'url originale il 1º agosto 2018).
52. ↑  Fiorini, pp. 239-267 e 676-710.
53. ↑   Fulvia Leopardi, Il significato dei colori della bandiera italiana: cosa rappresentano verde, bianco e rosso?, su nanopress.it. URL consultato il 21 agosto 2018 (archiviato dall'url originale il 3 giugno 2018).
54. ↑  Martinelli, p. 45.
55. ↑  Martinelli, p. 46.
56. ↑   Luigi Atzori, Azzurri – origine del colore della nazionale, su aserramanna.it, 29 luglio 2012. URL consultato il 18 marzo 2016.
57. ↑  Decreto legislativo 18 agosto 2000, n. 267, articolo 50, in materia di "Testo unico delle leggi sull'ordinamento degli enti locali"
58. 1 2 3 4 5  Ahlbom, Hentzel, Lidman, Motorsport, p. 746.
59. ↑  (EN) The colour in racing, in Road & Track, 1960.
60. ↑   Color Ferrari Red, su 99colors.net. URL consultato il 16 maggio 2018.
61. ↑  Villa, pp. 24-25.
62. 1 2   Selenia De Michele, Il "Bacio" di Hayez: tre versioni, un unico significato, su restaurars.altervista.org:80, 15 novembre 2015. URL consultato il 18 febbraio 2016.
63. ↑   La nazione dipinta. Storia di una famiglia tra Mazzini e Garibaldi, su archimagazine.com. URL consultato il 1º marzo 2016.
64. ↑  Maiorino, p. 161.
65. ↑  Bittanti, pp. 10-15.
66. ↑  Perri, p. 1.
67. ↑   Ivan Serafini, Il corbezzolo simbolo dell'Unità d'Italia. Una specie che resiste agli incendi, su altovastese.it:80, 3 ottobre 2011. URL consultato il 25 gennaio 2016.
68. ↑  Villa, p. 58.